# ハンプ (道路)

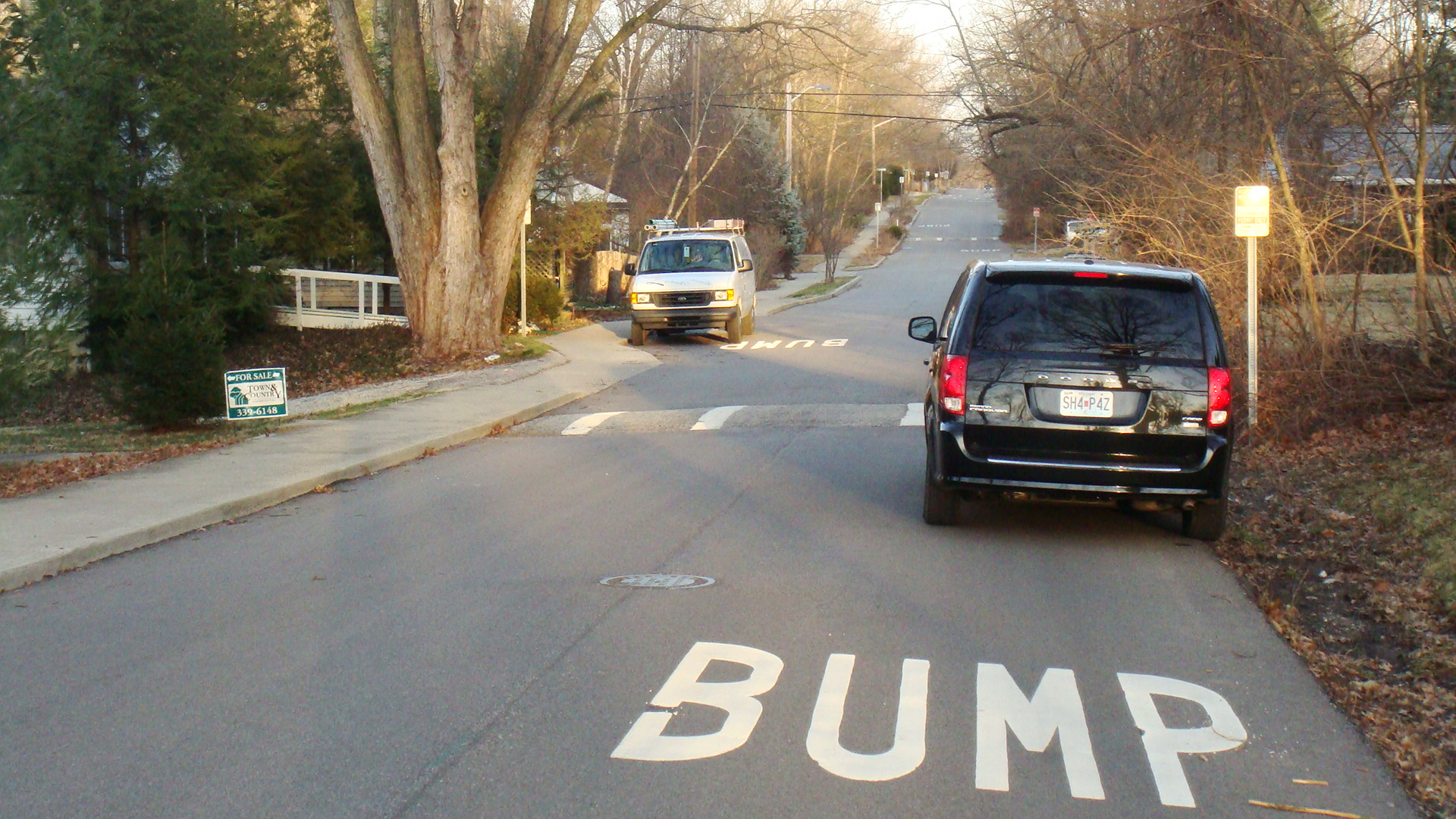
バンプと警告表示

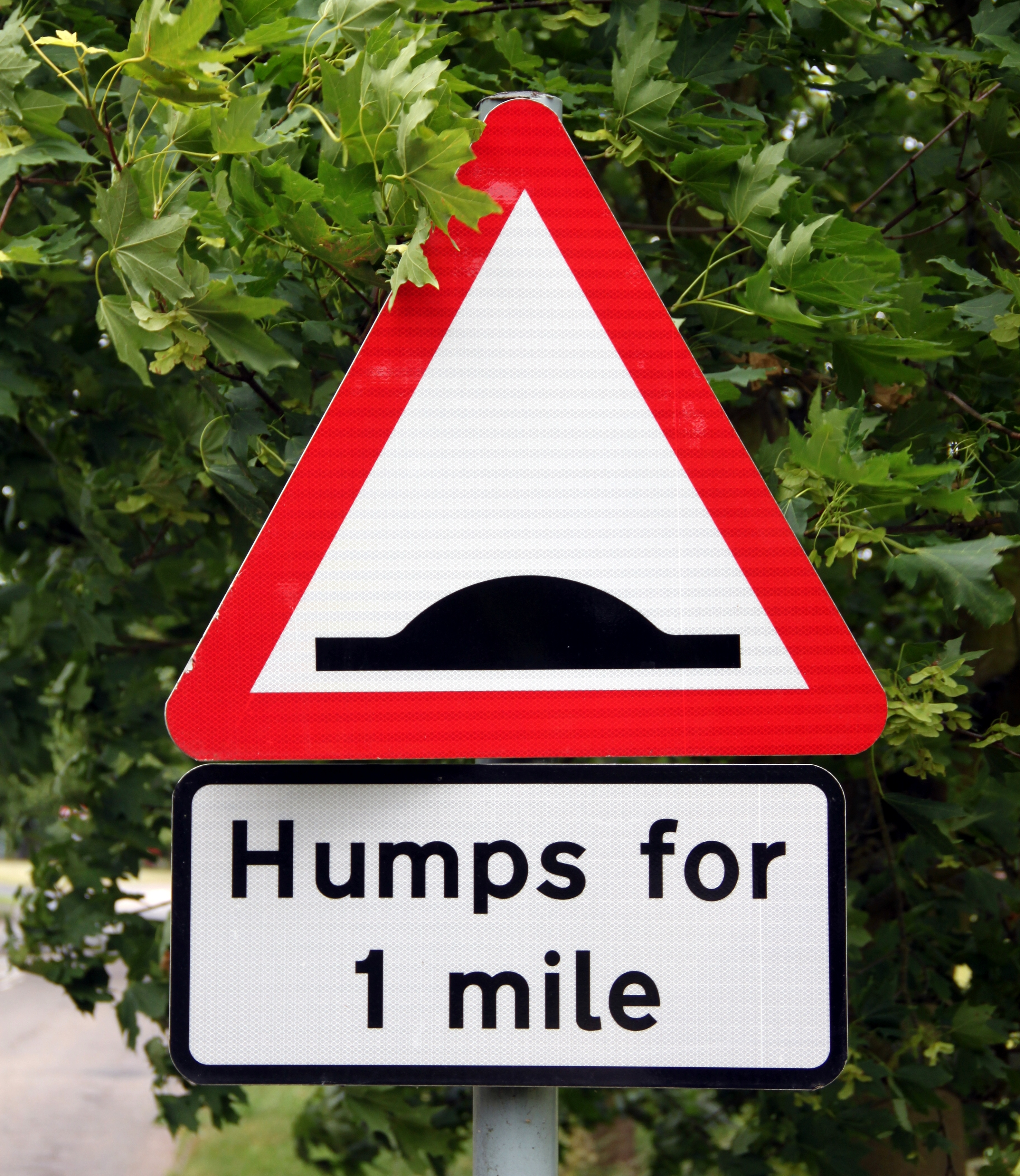
「この先1マイル ハンプ連続」（イギリス・ハートフォードシャー）

ハンプ（英語: hump）または凸部（とつぶ）は、道路の一部を隆起させ、通過する車両に上下の振動を及ぼすことで運転者に減速を促す構造物の総称である。機能や形状によって、スピードバンプやスピードクッションなどとも称される。
同様の構造物は全世界で利用されており、その多くが時速40キロメートル以下の速度制限を遵守させるためのものである。日本では速度を時速30キロメートル以下に抑制することを目的として設置される。

## 概要
運転者の裁量によって無視されるおそれのある一般的な交通規制とは異なり、物理的手法によって安全運転を促す。車両がハンプを通過する際には上下の振動が発生するため、高速で通過すると、乗車している人に不快感を及ぼしたり、車体の姿勢を崩して交通事故を起こす可能性があることから、これらを忌避する運転者は減速せざるを得なくなる。特に住宅街などの生活道路で有効な手法で、交通静穏化の目的で利用されることが多い。
また、この目的で利用される構造物について、ハンプ（hump）の他にバンプ（bump）という語が用いられることがあるが、英語のhumpは丘のようななだらかな隆起（またはそのような地形）を指し、bumpは平面上のこぶや突起を指したり、擬音語（日本語の "ドスン" にあたる）として用いられる語であるため、バンプはハンプより短く、感じる衝撃もバンプの方が大きいことが多い。
また、単にhumpやbumpと言った場合は前述のような意味となるため、道路上に設置される構造物を指して言う場合は、スピードハンプ（speed hump）、スピードバンプ（speed bump）などのように区別する。後述するスピードテーブル、スピードクッションも同様である。

## 材質
ハンプの成形には、主にアスファルト、コンクリート、再利用プラスチック、金属、加硫ゴムなどが用いられる。堅固で耐久性があり、速度抑制の目的に適うことから、アスファルトやコンクリート製のものが用いられることが多いが、成型が難しく、スピードクッションで代替されることも多い。
私有地などへの設置を想定したゴム製ハンプでも、基本的には法規に適合するように設計されている。これらはボルト止めで容易に設置・撤去を行えるのが特徴で、試験設置時に位置を変えて効果を確認したり、除雪車の作業や通過による損傷を防ぐために積雪時のみ撤去することもできる。

## 歴史
1906年6月7日のニューヨーク・タイムズ紙に、ニュージャージー州チャタムで、横断歩道を路面から5インチ（12.7cm）かさ上げする計画が紹介されており、紙面には「This scheme of stopping automobile speeding has been discussed by different municipalities, but Chatham is the first place to put it in practice.（他の自治体ではこの方法で自動車の速度違反をなくすことが議論されてきたが、チャタムはその第一人者となる）」との記載があった。
1953年、ノーベル物理学賞受賞者のアーサー・コンプトンは、当時学長を務めていたセントルイス・ワシントン大学の構内を走行する自動車がスピードを出していることに気付き、ハンプ設計の基礎となる「traffic control bumps」を発案した。
1973年、英国交通道路調査研究所（The British Transport and Road Research Laboratory）は、様々な幾何学形状の隆起に対し、車両がどのような挙動を示すかを調査した報告書を出版した。この当時のイギリスはまだ道路上のハンプが合法化されておらず、私道のみの設置に留まっていた。
交通工学研究所（Institute of Transportation Engineers）によると、欧州初のハンプは、1970年にオランダのデルフトに設置されたとされている。

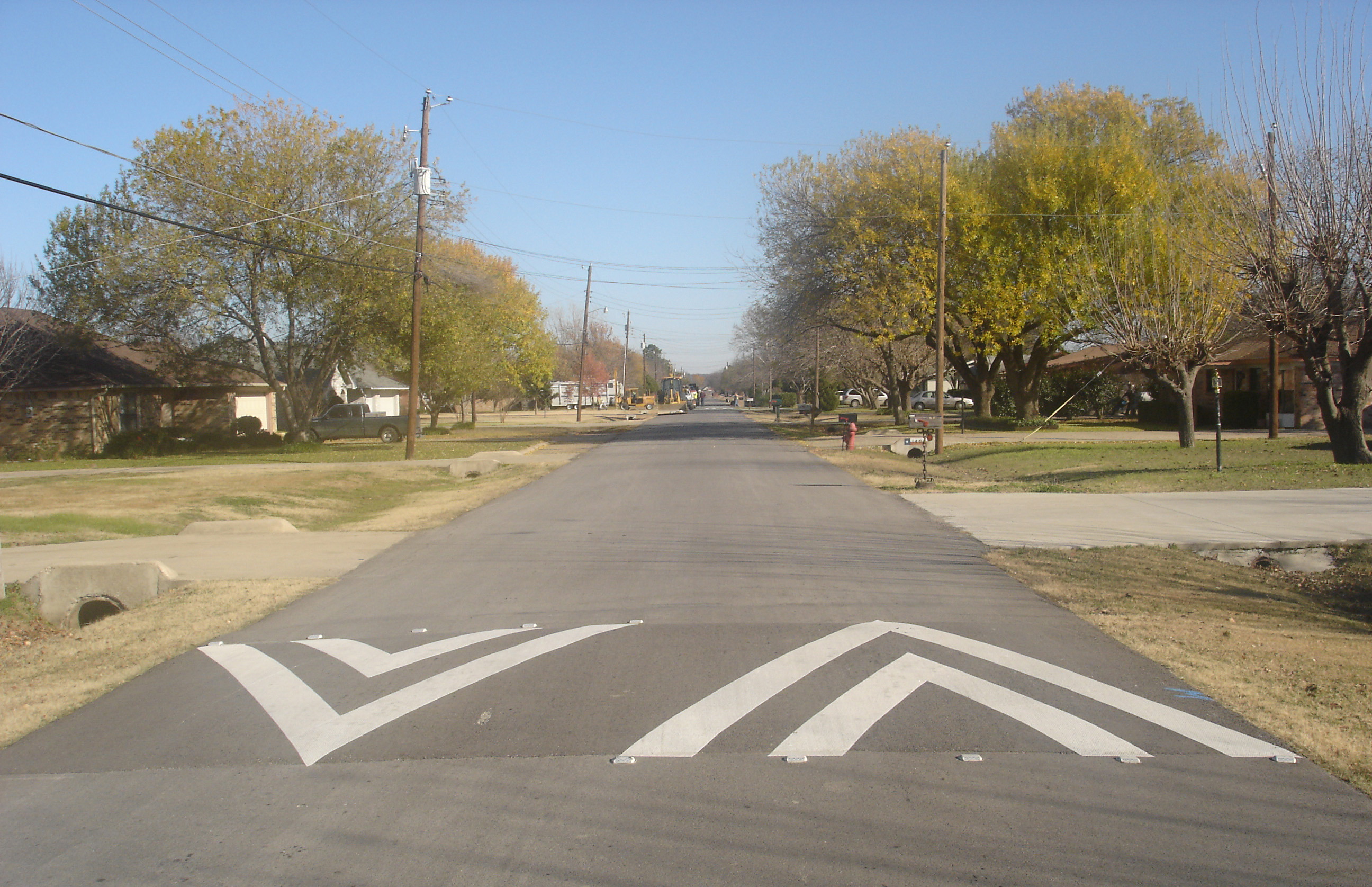
アスファルト製スピードハンプ(アメリカ・テキサス州)

## スピードハンプ
スピードハンプ（speed hump または road hump, undulation, speed rampとも）はなだらかな曲面を持ち、生活道路における車両速度と交通量を低下させるためのものである。主に道路の横幅いっぱいに設置され、放物線状か正弦状の曲面を持つ。
通常、全長は3.7m〜4.25m、高さは7.5cm〜10cm程度である。通過できる速度は全長と高さにより、短くて高いものほど速度を落とさせる効果がある。また、100m〜170mおきに設置した場合、本来の速度の85%まで減速させることができる。
設置に当たっては、存在を示す注意標識を設置する必要があるほか、視認性を高めるために路面標示が施されている。排水を考慮し、端部はなだらかに道路面へ近付くような設計になっている。
スピードハンプは周辺環境から低速で通過することが望ましい場所に設置される。 主に生活道路の交差点と交差点の間に設置され、大通りや路線バスの経路、緊急避難路などには使用されない。

### 効果
スピードハンプは通過車両の速度を時速25〜30キロ程度に抑えることができ、設置箇所によってはその中間地点でも40〜50キロ程度まで抑えられる。研究では、交通量を18%、接触事故を13%減らせることが分かっている。

### ハンプとバンプ
後述するスピードバンプと多数の類似点があるが、スピードハンプの方が運転者などに負担を強いにくい。ハンプは基本的に道路に設置され、バンプは駐車場などで用いられることが多い。 バンプは通過車両の速度を時速8〜16キロまで下げるが、ハンプは時速24〜32キロである。
バンプは前後の長さが短く、高速で通過した場合でもタイヤやサスペンションにさほどの障害は及ぼさないが、車体や乗員にはかなりの負担がかかる。比較的前後の長いハンプは、低速であれば何ら問題はないが、継続的に垂直方向の圧迫感が発生する。高速ではサスペンションが衝撃を吸収しきれないためにこの傾向がより強くなり、車両全体に及ぶ影響も大きくなる。

## スピードバンプ

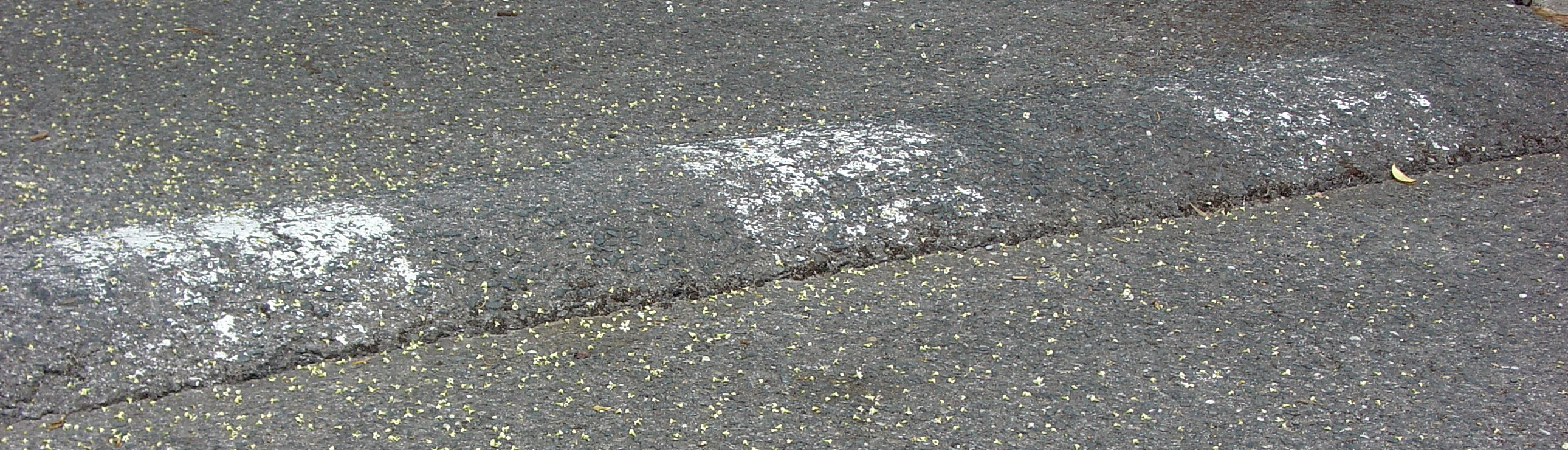
アスファルト製のスピードバンプ

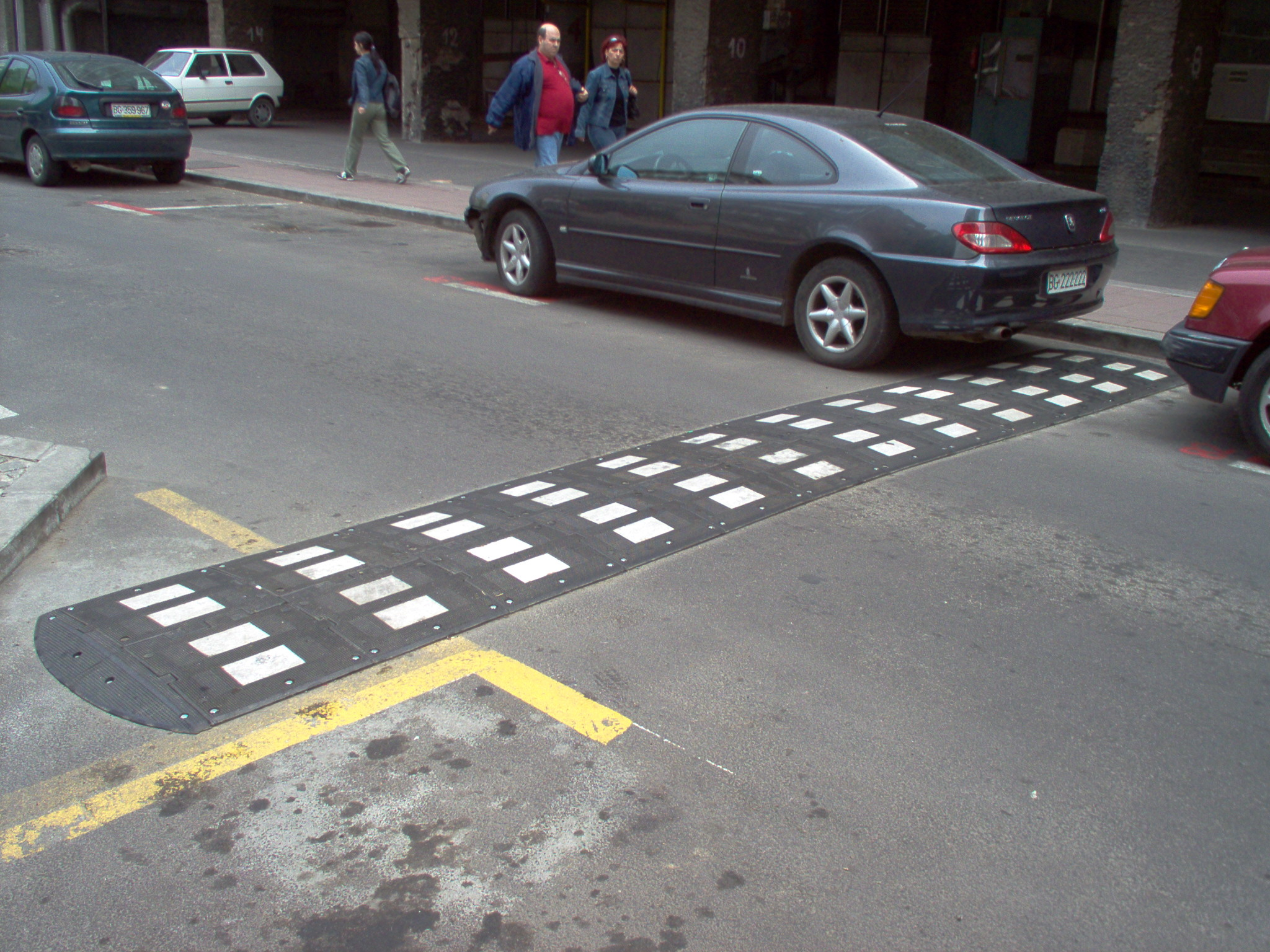
ゴム製

スピードバンプ（speed bump）はスピードハンプと比較して短く、前後30cm程度のものが多い。地域によって様々な呼び名があり、英語圏でもsleeping policeman（イギリス、マルタ、カリブ海地域）、judder bar（ニュージーランド）と様々に呼び慣わされている。また、クロアチア、スロベニア、ロシアではlying-down policemanという意味の語でも呼ばれる。
設置幅は様々あるが、通常は排水を考慮して道路幅いっぱいとはせず、左右に若干の隙間を作ることが多い。この隙間は緊急車両の通過に有利となる場合もあるが、車両や道路の設計にもよる。

### 可動スピードバンプ
可動スピードバンプ（dynamic speed bump）は一般的なスピードバンプとは違い、ある一定の速度を上回って走行する車両に対して作動するもので、これより低速で運行する車は通常通り走行できる。また、高速で通過する緊急車両に対しても作動しない。
スウェーデンではActibump systemとして実用化されており、制限速度を上回って走行する車両をレーダーで検知すると、路面に設置された可動装置が陥没するものである。通常は路面と一体になっている。
他の機構としては、安全弁を接続したゴム製ハウジングを利用し、速度判定とバンプの役割を果たすものがある。車両が指定の速度を下回る場合は弁を開けてそのまま通過できるようにし、上回る場合は弁を開けない（空気を入れたまま）。大型車や緊急車両に対しては弁を開けたままで対応する。

## スピードクッション

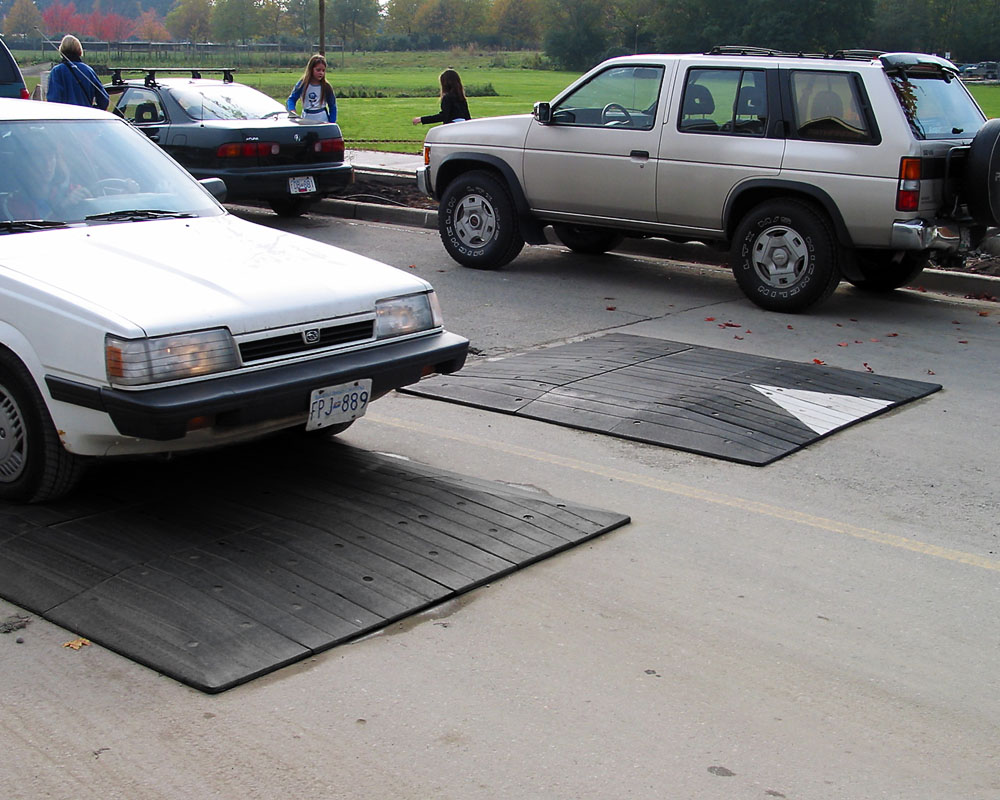
スピードクッションの設置例（カナダ）
間に設けられた隙間によって大型車は減速せずに通過することができ、大型車による騒音や緊急自動車の遅延が低減される。

スピードクッション（speed cushion）もハンプの一種だが、通過車両にかかる垂直方向の衝撃を減らし、先述したような緊急車両の到着時間に対する影響を軽減するために設計されたものである。
一カ所につき複数個、左右の隙間を設けて設置される。乗用車はかならず左右どちらかのタイヤを乗り上げることとなり、通常のハンプと同じ効果を示すが、トレッド幅の長い緊急車両や大型車両はこれを踏まずに済むため、減速する必要がない。
北米で使用されるような大型の救急車には効果があるが、欧州などそれ以外の地域で救急車に使用されるあまり大ぶりでない車両（メルセデス・スプリンター等）に対しては効果がない。こういった地域については、緊急車両が車線を跨いで走ることにより影響を受けないような配置で、より幅の狭いスピードクッションを設置することがある。
ただし、欧州で使用される乗用車は道路事情から北米の物より小型で、トレッド幅も狭いため、乗用車と商用車のサイズ差を考えた場合、基本的には北米以外でも同様の手法で同じ効果を得ることができる。

### 利点
スピードクッションは他のハンプに比べて大きな利点を持つ。特にハンプが緊急走行の妨げになることは多くの地域で対策を求められてきており、このスピードクッションによりある程度の解決を見た。また、従来のハンプでは底を擦ることがあった低床バスに対しても有効である。
設置面積が狭いことから、他のハンプに比べて費用が低く抑えられ、実際に使用した地域でも効果を上げている。地域によっては、先述した狭幅スピードクッションを通常のハンプより数を増やして設置し、緊急車両や大型貨物車が段差を踏まなくても済むようにしている。

## スピードテーブル

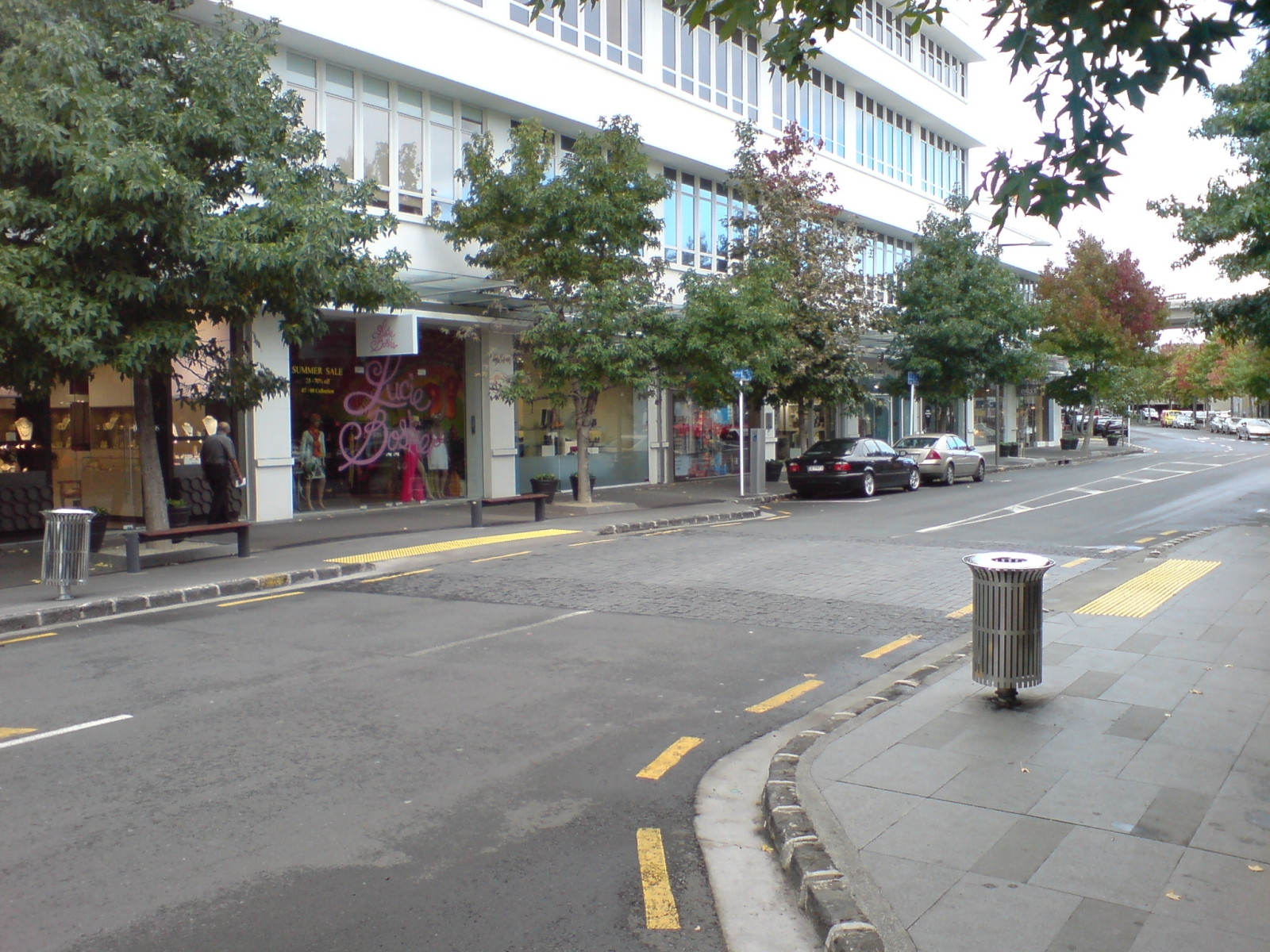
歩行者横断場所

スピードテーブル（speed table）は、通常のハンプに比べて長く、上面が弧状ではなく平坦となっているものである。flat top humpまたはraised pedestrian crossingとも。基本的に乗用車のホイールベースより長く造られ、他の形のハンプほどは減速効果がないため、構造上速度を出しにくい生活道路に設置されることが多い。
横断歩道をスピードテーブルとすることが多いが、交差点や小型ラウンドアバウトにも用いられる。

### 効果
一般的な7 mのスピードテーブルでは通過速度が時速32 - 48 km程度に抑えられ、8カ所を対象としたある調査では接触事故の件数が年間45%減少したことが分かっている。

### 利点
局所的に減速させるより、低い速度を維持し続けることが求められる場所（住宅街など）において、スピードテーブルは効果を発揮する。これまで述べてきた緊急車両の問題に対しては、スピードクッションほどの効果はないが、一般的なハンプほどは減速する必要がない。

## 批判
物理的に自動車に減速を促すという点では安全運転に有効だが、騒音や車体への負担が争点となることがある。更に、ハンプのある場所では緊急車両であっても減速が要求され、救急車の場合は車内への衝撃が問題となる。
また、オートバイや自転車がハンプに気付かなかった場合、転倒によって運転者が深刻な傷害を負う恐れがある。これはハンプの一部に切り込みを設けることで解決することができる場合もあるが、これらの車両に前方不注意を促したり、減速の必要性をなくすため、本来の効果が発揮できなくなる。
この他、必要以上の勾配や高さがあるなど、設計に問題のあるハンプは、最低地上高が低い車両に損傷を及ぼす場合があり、低速で通過しても車体と干渉することがある。

### 環境悪化
大型車が通過する場合、その騒音と衝撃によりかえって住環境が悪化するという指摘がある。特にカリフォルニア州モデストでは、主要道路にハンプなどが設置された後、これを避けて並行する生活道路へ流入する車両が増えたことが報告されている。
また、こうした構造物が連続する道路では自動車の加減速が頻繁となるため、（特にバスやトラックによる）交通騒音が発生する。これに並行して、燃料消費の増加やブレーキの摩耗、エンジンやサスペンションなどの劣化が進むという意見もある。

### 緊急車両
ハンプ1つにつき、消防車の場合は3〜5秒、患者を乗せた救急車は最大10秒の到着遅延が発生するとされているが、実際は緊急交通路にスピードハンプは設置されず、スピードクッションで代替されることが多い。
2003年には、ロンドン緊急サービス（London Ambulance Service）の委員長シグルズ・レイントン（Sigurd Reinton）が、毎年500件の心停止死がスピードバンプによる救急車の遅延で引き起こされていると主張した。しかし、後にこれは撤回された。
緊急車両に関する問題はスピードクッションによってほぼ解決された。

### 健康面
通過する度に上下の揺れが発生することから、乗車している人に頻繁に不快感を与え続けることとなり、脊椎への衝撃や慢性腰痛悪化の恐れがある。
スウェーデンでは、ISO 2631-5に基づいたバス運転手の脊椎負担の調査により、健康上の観点からスピードバンプについて以下のような要求が出された。
- ハンプが改良されるまで、当該道路を避けるよう運行ルートを変更する。
- 一日150個のハンプを通過する運転手のために、当該道路の最大許容速度は時速10キロに低減する。

### その他
これら以外にも、以下のような問題がある。
- ハンプにより子供など他の危険に注意が行かなくなる
- 除雪車によってハンプが損傷を受ける
- 重い車両に対する効果が薄い
- 設置時に必要とされる標識、警告灯、白線が視覚的に過剰

また、首都高速道路9号深川線の辰巳第一パーキングエリア（東京都江東区）では、速度抑制を目的として2023年1月頃からPA出口の路面にハンプ（スピードテーブル）が設置されたが、このハンプをジャンプ台に見立てて高速で通過する車両の動画がSNS上に投稿され、問題となっている。

## 各国の事例

### 日本
日本では道路の凸部（ハンプ）をについて道路構造令第31条の2（凸部、狭窄部等）で定められている。また、凸部通行する時に、「衝撃によって不快感を与えない」、「低速の車両には不快感を与えない」、「時速30 km/hを超えると運転者に不快感を与える」ことによって、安全に速度を抑制する効果を狙って、以下の技術基準が定められている。
- 凸部の高さ - 10センチメートル
- 傾斜部の縦断勾配 - 平均で5%、最大で8%以下
- 傾斜部の形状 - 凸部を設置する路面及び平坦部とのすりつけ部を含め、なめらかなものとする。
- 平坦部の長さ - 2メートル以上

### 韓国
韓国では過速防止トク (과속방지턱)と呼び、車両速度を時速30km以下に制限する場所を対象に設置されている。国土交通部の制定する行政規則「道路安全施設設置及び管理指針」により以下のように規定されている。
- 道路の縦断方向の標準の形状は円弧形・左右対称で高さ10cm、長さ3.6m。
- 局地道路のうち幅6m未満の小路などでは高さ7.5cm、長さ2.0mを適用することも可能。
- 団地内の道路など民間設置者が車両速度を時速10km以下に制限しようとする場合には高さ7.5cm、長さ1.0mとすることも可能。
- 材質は原則として道路の路面舗装と同一とし、路面と一体となることを原則とするが、特殊な場合に限りゴムやプラスチックも使用可能。
- 十分な視認性を確保するため、反射性塗料の使用を原則とする。黄色と白色を交互に使用し、斜めに線を引く。

### イギリス
イギリスでは交通静穏化の目的で以下のように利用されている。
- 最も多いタイプはスピードハンプ状のもので、基本的には曲線状の上面を持つ。
- スピードテーブルは横断歩道、交差点、ラウンドアバウトに用いられ、緊急サービスやバス事業者からも好評を得ている。
- スピードクッションは通常単体で使用し、（交通静穏化の目的で設置された）道路狭窄では2ヶまたは3ヶ1組で設置される。
- ランブルストリップスは騒音が発生するため、郊外やパワーセンターでのみ用いられる。

英国運輸省ではハンプの設計や利用方法を規則化している。
しかし、同意を得ないままハンプ設置されたことで地域住民の反発を招き、撤去される事例もある。例えば、ダービーシャー州ダービーのある地域では、146個のハンプが撤去され、46万ポンドの費用がかかった。同様の事例はイギリス各地で発生している。また、ハンプを避けようとした自転車が接触事故を起こし、運転者が死亡したこともある。

## 補足
1. ↑  
以下のような欠点を挙げる自治体もある。
  - モデスト（アメリカ・カリフォルニア州）[20]
    - 緊急車両の到着遅延
    - 並行する生活道路への交通流入
    - 設置箇所近隣の住宅街における騒音、汚染が増加する可能性

  - イーストリー（イギリス・ニューハンプシャー州）[21]
    - 車両によっては損傷の原因になる
    - 特に大型車が通過する際に、騒音が増加する
    - 設置時に必要とされる標識、警告灯、白線が視覚的に過剰
    - 運転者やその同乗者に不快感を与える
    - 緊急車両や路線バスの運行に影響を及ぼす